# Словацько-угорська війна
Словацько-угорська війна або «Мала війна» (угор. Kis háború, словац. Malá vojna) — короткотерміновий збройний конфлікт між новоствореною Словацькою республікою та Угорським королівством в березні 1939 року. Завершився тактичною перемогою Угорщини та відчуженням смуги території Словаччини на користь Угорщини (вузька смужка на крайньому сході по лінії Стащин — Собранці).

## Передумови
За рішенням Першого Віденського арбітражу Угорщині відійшли південні землі Чехословаччини, зокрема друге за розміром словацьке місто Кошиці та головні карпатоукраїнські міста Ужгород та Мукачево. 14 березня 1939 року Словаччина заявила про вихід зі складу Чехословаччини, наступного дня угорці почали окупацію Карпатської України, яка теж проголосила незалежність.

## Бойові дії
На світанку 23 березня 1939 війська Угорщини увійшли на територію Словаччини з боку Карпатської України. Просування велося за трьома напрямками: Великий Березний — Улич — Старина, Малий Березний — Убля — Стащин, Ужгород — Тибава — Собранці. Словацькі війська не були підготовлені і попереджені про це. Після приєднання південної Словаччини до Угорщини восени 1938 року єдина залізниця, яка веде у східну Словаччину, була перерізана угорською територією і перестала функціонувати, тому швидко отримати якесь підкріплення словацькі війська також не могли. Однак їм вдалося організувати три осередки опору просуванню угорської армії — близько Стащина, Михайлівці та в західній частині кордону. Були приведені в бойову готовність війська в західній Словаччині, зокрема артилерійські частини в Братиславі, Тренчині і Банській-Бистриці.
Угорські війська швидко просунулися в східну Словаччину, але наступного дня словацьким військам в Михайлівцях вдалося провести контратаку. Це дозволило замінити командувача цими військами, офіцера запасу Штефана Гашшіка, на посаду якого прибув із заходу майор регулярної армії Кубичек. Вислані з Пряшова 30 одиниць бронетехніки прибули в Михайлівці рано вранці 24 березня й атакували угорські позиції. Їм вдалося змусити відступити істотно чисельніші угорські сили на їх основні позиції у Нижній-Рибниці (у м Собранці). Об 11 годині ранку почалася атака на основні позиції угорської армії.
Атака не вдалася і, в результаті, перетворилася на відступ, а потім втечу, яку вдалося зупинити лише коло Михайлівців. Бронетехніка прикривала відступ. Увечері 24 березня 30 одиниць бронетехніки і 35 легких танків прибули в Михайлівці як підкріплення, і потім 25 березня зуміли потіснити угорські сили на східному напрямку. 26 березня під натиском Німеччини було укладено перемир'я. Того ж дня в Михайлівці прибуло істотне підкріплення, але організація контратаки словацьких військ не мала ніякого сенсу, оскільки угорська армія значно перевершувала їх за чисельністю.
Одночасно відбувалися бойові дії в повітрі.
Після проголошення незалежності Словаччини, частина військовослужбовців покинула розташовані на території Словаччини підрозділи чехословацьких ВПС і боєздатність ВПС Словаччини знизилась. У березні 1939 на авіабазі у Спішській Новій Весі налічувалося чотири авіаескадрильї — 40 літаків (20 винищувачів Avia B.534, 15 Letov Š-328 і 5 Aero Ap-32), але у двох винищувальних авіаескадрильях на 20 винищувачів Avia B.534 було тільки 9 пілотів і три штабні офіцери. 17 березня 1939 екіпаж одного літака-розвідника Letov Š-328 здійснив переліт до Румунії, де літак був інтернований румунською владою (і надалі, попри неодноразові запити уряду Словаччини, не було повернуто Словаччині — його перефарбували і передали в ВПС Румунії). 22 березня 1939 перед початком бойових дій на авіабазу в Спішській Новій Весі прибуло поповнення.
25 березня 1939 ВПС Угорщини бомбили об'єкти у Спішській Новій Весі (основною метою була словацька авіабаза, проте також бомби були скинуті на казарми і склади лісоматеріалів). В результаті авіанальоту були виведені з ладу 7 літаків ВПС Словаччини (один бомбардувальник Avia B-71, два винищувачі Avia B.534, один літак-розвідник Š-328 і три Aero Ap-32). Втрати могли бути серйознішими, але частина скинутих авіабомб не спрацювала, потрапивши в розмоклий після минулих дощів ґрунт. Угорська авіація втрат не мала, оскільки зенітний підрозділ, який забезпечував охорону аеродрому, був недоукомплектований особовим складом і виявився неготовим до відбиття нальоту.
Словацька авіація бомбила Рожняву, Мукачево та Ужгород.
У ході бойових дій було збито один угорський винищувач Fiat CR.32.
Загалом за час війни Словаччина втратила 11 винищувачів і бомбардувальників, які були збиті або змушені сісти на угорській території.

## Результати
Словацька республіка тактично програла війну Угорщині, втративши на користь останньої 1697 км² території з населенням 69.930 осіб. Це вузька смуга територій по умовній лінії Стащин — Собранці.
Ці території були повернуті до складу Словаччини після Другої Світової, проте найсхідніша частина (над річкою Уж) залишилася на користь УРСР (у складі СРСР) за старим, угорським окупаційним кордоном.